# 大邱広域市

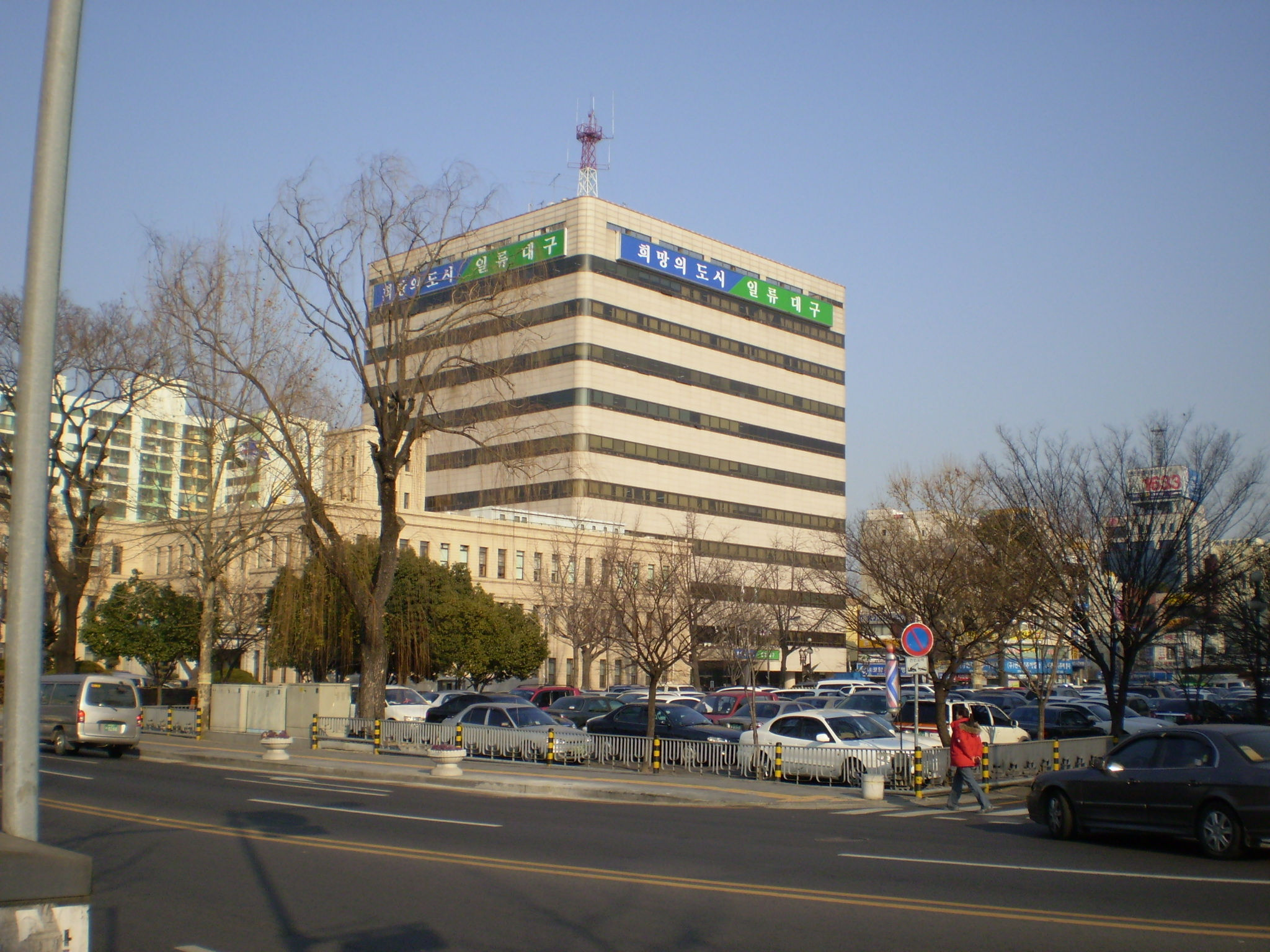
大邱広域市庁

大邱広域市（テグこういきし、韓: 대구광역시、 英: Daegu Metropolitan City）は、大韓民国東南部の慶尚道地方内陸に位置する広域市。
大邱はソウル、釜山、仁川に次ぎ韓国の都市で4番目の人口を有しており、慶尚北道の都市と共に韓国第3の都市圏である大邱圏を形成している。

## 大邱広域市の象徴

### 象徴
| 大邱広域市の鳥 | 大邱広域市の木 | 大邱広域市の花 |
| -------------- | -------------- | -------------- |
| ワシ           | モミ           | モクレン       |

#### ロゴ
「八公山と洛東江」のイメージを形象化したもので、未来志向的進取性や世界志向的開放性を追求する活気に満ちた都市的イメージを表現している。

#### キャラクター
大邱広域市のキャラクターは、韓国の伝統的な飛天像模様の美的感覚を21世紀の世界的繊維ファッション都市に発展させるという大邱市のイメージと調和するように形象化されたもので、繊維ファッション都市を象徴する「Fashiony」である。

#### ブランドスローガン
色彩が「多様なカラフルさ」を意味し、若く、明るく、素晴らしく、華麗で、活気に満ちた都市のイメージをもたらし、様々な姿の発展的な大邱を表している。

## 行政

行政区域図

大邱広域市は7つの区と2つの郡で構成される。2021年12月31日現在、住民登録人口は1,063,893世帯、2,412,642名である。
大邱は1392年から1896年まで慶尚道の道都であり、1896年に道制がしかれて以来は慶尚北道の道都となった。1981年に直轄市に昇格し、1995年に広域市となった（慶尚北道庁は2016年に安東市に移るまで大邱に所在していた）。1938年には115.65平方キロを面積としていたが、周辺地域との併合・分離を何度か行っており、広域市昇格時にほぼ現在の面積となっている。

### 市長
大邱広域市長を参照。

### 市議会
- 33議席（地域区30＋比例代表3）任期は4年。地域区は小選挙区制。

|          |             | 合計 | 内訳 | 内訳 |
| 国民の力 | 共に 民主党 | 合計 |      |      |
| 合計     | 合計        | 33   | 32   | 1    |
| -------- | ----------- | ---- | ---- | ---- |
| 内訳     | 地域区      | 30   | 30   | -    |
| 内訳     | 比例代表    | 3    | 2    | 1    |
出典：大邱広域市議会ホームページの“의원광장 >  현역위원”（議員広場>現役議員）。（2025年4月26日閲覧）。

### 区
- 中区
- 東区
- 西区
- 南区
- 北区
- 寿城区
- 達西区

### 郡
- 達城郡
- 軍威郡

読みと各種表記は大韓民国の地方行政区画を参照。
　　　　　　　　　
| 区分   | 人口数     | 人口数     | 人口数     | 世帯数    |
| 区分   | 人口数(計) | 人口数(男) | 人口数(女) | 世帯数    |
| ------ | ---------- | ---------- | ---------- | --------- |
| 計     | 2,446,144  | 1,208,020  | 1,238,124  | 1,056,627 |
| 中区   | 77,262     | 37,132     | 40,130     | 39,111    |
| 東区   | 343,685    | 169,034    | 174,651    | 155,865   |
| 西区   | 172,879    | 86,770     | 86,109     | 83,437    |
| 南区   | 148,247    | 71,170     | 77,077     | 76,582    |
| 北区   | 444,923    | 221,416    | 223,507    | 187,494   |
| 寿城区 | 425,987    | 205,983    | 220,004    | 170,870   |
| 達西区 | 568,481    | 281,390    | 287,091    | 235,303   |
| 達城郡 | 264,680    | 135,125    | 129,555    | 107,965   |
| 軍威郡 |            |            |            |           |

## 国際交流

### 姉妹都市
- アトランタ 1981年[3]
- アルマトイ 1990年
- 青島 1993年
- ミナスジェライス州 1994年
- 広島 1997年
- サンクトペテルブルク 1997年
- プロヴディフ 2002年
- 台北 2010年
- 寧波 2013年
- ミラノ 2015年
- 成都 2015年
- ミルウォーキー 2017年
- ダナン 2018年

### 親善協力都市
- 揚州市 2003年
- 塩城市 2003年
- 瀋陽市 2003年
- 神戸市 2010年
- ホーチミン市 2015年
- 紹興市 2015年
- 武漢市 2016年
- バンコク 2017年
- 長沙 2018年
- 高雄 2018年
- バクニン 2019年
- リール 2019年
- 延辺 2021年

## 歴史

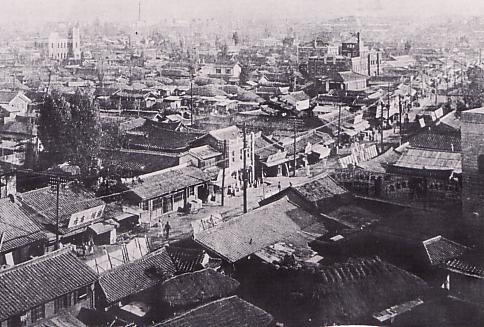
日本統治時代の大邱

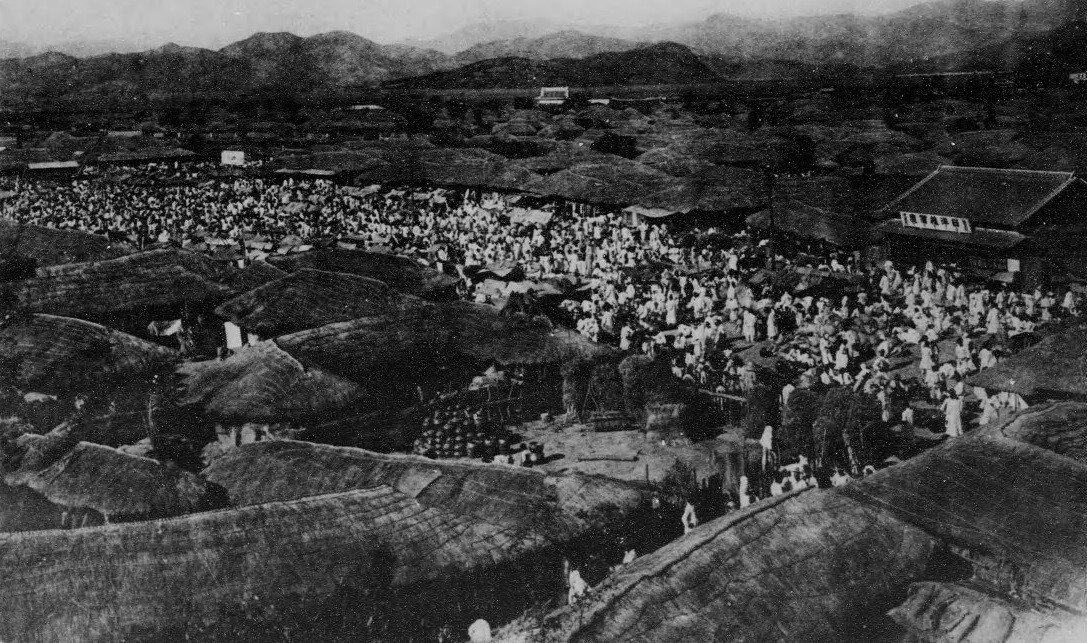
大邱市場。1920年頃

大邱 達西区 月城洞にて旧石器時代の遺物である細石刃石器が含まれた遺跡の発掘により、おおよそ2万 - 1万年前から大邱に人が住んでいたことが推定される。大邱の昔の名前として、タボル（다벌、多伐）、タルボル（달벌、達伐）、タルブルソン（달불성、達弗城）、タルクボル（달구벌、達句伐）、タルクファ（달구화、達句火）テグ（대구、大丘）がある。そのうちタルクボル(달구벌)とテグ(大丘)が有名である。これらは古代朝鮮の固有語の音写で、おおむね「大きい原野」などの意味となる。
757年（新羅 景徳王16年）、喟火郡は寿昌郡へ、タルグファヒョン（달구화현、達句火縣）, 達句伐と呼ばれていたものは大丘県に改称された。
高麗時代は寿城郡と呼ばれ、1143年（高麗 仁宗21年）、大丘県は縣令官に昇格し、河濱縣、花園縣がこれに属した。
李氏朝鮮の時代より、大丘は慶尚道北部地域のうち行政上・経済上・文化上の中心都市へと変わっていった。
18世紀に大丘から現在の漢字の大邱に書き換えられている。これは「丘」が儒家の始祖、孔子の諱であり、それに配慮し「邱」に置き換えたとされている（避諱）。長年にわたって慶尚道監営の中心地的位置を享受してきた大丘は、1895年（朝鮮 高宗32年）、慶尚監営が廃止されると共に大邱郡へと改編され、府庁所在地となった。
日本統治時代、1910年に大邱郡は大邱府（たいきゅうふ）に改められ、1914年に大邱府と達城郡は分離、独立後の1949年に大邱府は大邱市になっている。
敗戦後、大邱は海外帰還同胞の定着により人口が急激に増加し、大韓民国の大都市として成長した。1950年7月16日、朝鮮戦争により8月17日まで大韓民国の臨時首都となり、その後に臨時首都が釜山に移るも大邱は釜山と共に休戦まで北朝鮮軍の侵入を許さず韓国の領有権であり続けた。1981年7月1日、慶尚北道 大邱市が大邱直轄市へと昇格した。1988年1月1日、西区及び南区の一部をもって達西区が設置され、1995年1月1日、地方自治体が施行されると共に大邱広域市に改称された。また、1995年3月1日、達城郡全域を慶尚北道から編入し、現在の大邱広域市は883.56 km2に拡大された。
さらに、大邱は2002年FIFAワールドカップ本選、2003年夏季ユニバーシアードを開催した経験をもとに、2011年大邱世界陸上競技選手権大会、2012年第93回全国体育大会、2013年大邱世界エネルギー総会が開催された。以降、2015年第7回世界水フォーラムを開催した大邱市は、水産業の中心地として位置づけられている。
- 1910年10月1日 - 大邱郡が大邱府に改称。
- 1911年11月14日 - 大邱府東上面・西上面が合併し、大邱面が発足。
- 1914年4月1日 - 大邱府を分割し、都市部である大邱面の大部分が新たな大邱府に昇格。大邱府の農村部と玄風郡を達城郡に改編。
- 1917年4月1日 - 達城郡寿城面の一部を編入。
- 1938年10月1日 - 達城郡寿城面および達西面・城北面のそれぞれ一部を編入。
- 1949年8月15日 - 大邱府が大邱市に改称。
- 1957年11月6日 - 達城郡東村面・月背面・城西面・嘉昌面・公山面を編入。
- 1963年1月1日 - 中区・東区・西区・南区・北区を設置。(5区)
  - 一部を達城郡に返還。
    - 公山出張所管轄区域の大部分 → 公山面。
    - 嘉昌出張所管轄区域部分 → 嘉昌面。
    - 城西出張所管轄区域 → 城西面。
    - 月背出張所管轄区域 → 月背面。
- 1980年4月1日 - 東区の一部区域を分離し、寿城区を設置。(6区)
- 1981年7月1日 - 慶尚北道大邱市が大邱直轄市に昇格。慶尚北道から周辺区域を編入し、次の通りに市域を拡張。(6区)
  - 達城郡のうち
    - 月背邑が南区に編入。
    - 城西邑が西区に編入。
    - 公山面・慶山郡安心邑が東区に編入。

  - 漆谷郡漆谷邑が北区に編入。
  - 慶山郡孤山面が寿城区に編入。
- 1988年1月1日 - 西区・南区の各一部をもって達西区を設置。(7区)
- 1995年
  - 1月1日 - 大邱直轄市が大邱広域市に改称。(7区)
  - 3月1日 - 達城郡を慶尚北道から移管。(7区1郡)
- 2023年7月1日 - 軍威郡を慶尚北道から移管[5]。(7区2郡)

## 地理

### 地形
大邱は標高が高く規模の大きな山脈に囲まれている盆地である。北側には八公山（1,193m）の山脈が、南側には琵瑟山（1,084m）の高い山並みが連なっている。また、新川が南から北へと流れ、北側で琴湖江と合流する。大邱市街地は、新川を中心に両側に広がっている。

大邱広域市

### 気候
全体的な降水量は少ない。最高記録気温は40.0℃(1942年8月1日)、最低記録気温は－20.2℃(1923年1月19日)にまで達したことがある。大邱は大韓民国で夏の平均気温が高い方である。1942年に大韓民国で観測以来最も高い最高気温である40.0℃を記録したが、2018年に41.0℃を記録した洪川郡によって更新された。
| 大邱広域市（大邱地方気象庁）の気候                          | 大邱広域市（大邱地方気象庁）の気候 | 大邱広域市（大邱地方気象庁）の気候 | 大邱広域市（大邱地方気象庁）の気候 | 大邱広域市（大邱地方気象庁）の気候 | 大邱広域市（大邱地方気象庁）の気候 | 大邱広域市（大邱地方気象庁）の気候 | 大邱広域市（大邱地方気象庁）の気候 | 大邱広域市（大邱地方気象庁）の気候 | 大邱広域市（大邱地方気象庁）の気候 | 大邱広域市（大邱地方気象庁）の気候 | 大邱広域市（大邱地方気象庁）の気候 | 大邱広域市（大邱地方気象庁）の気候 | 大邱広域市（大邱地方気象庁）の気候 |
| 月                                                          | 1月                                | 2月                                | 3月                                | 4月                                | 5月                                | 6月                                | 7月                                | 8月                                | 9月                                | 10月                               | 11月                               | 12月                               | 年                                 |
| ----------------------------------------------------------- | ---------------------------------- | ---------------------------------- | ---------------------------------- | ---------------------------------- | ---------------------------------- | ---------------------------------- | ---------------------------------- | ---------------------------------- | ---------------------------------- | ---------------------------------- | ---------------------------------- | ---------------------------------- | ---------------------------------- |
| 最高気温記録 °C （°F）                                      | 16.5 (61.7)                        | 24.4 (75.9)                        | 26.9 (80.4)                        | 32.0 (89.6)                        | 37.4 (99.3)                        | 38.0 (100.4)                       | 39.7 (103.5)                       | 40.0 (104)                         | 37.5 (99.5)                        | 31.8 (89.2)                        | 26.6 (79.9)                        | 20.8 (69.4)                        | 40.0 (104)                         |
| 平均最高気温 °C （°F）                                      | 5.9 (42.6)                         | 8.8 (47.8)                         | 14.2 (57.6)                        | 20.6 (69.1)                        | 25.7 (78.3)                        | 28.7 (83.7)                        | 30.8 (87.4)                        | 31.3 (88.3)                        | 27.0 (80.6)                        | 22.0 (71.6)                        | 14.9 (58.8)                        | 7.9 (46.2)                         | 19.8 (67.6)                        |
| 日平均気温 °C （°F）                                        | 1.1 (34)                           | 3.5 (38.3)                         | 8.4 (47.1)                         | 14.5 (58.1)                        | 19.7 (67.5)                        | 23.4 (74.1)                        | 26.3 (79.3)                        | 26.7 (80.1)                        | 22.1 (71.8)                        | 16.2 (61.2)                        | 9.4 (48.9)                         | 3.0 (37.4)                         | 14.5 (58.1)                        |
| 平均最低気温 °C （°F）                                      | −2.9 (26.8)                        | −1.1 (30)                          | 3.3 (37.9)                         | 8.8 (47.8)                         | 14.1 (57.4)                        | 18.8 (65.8)                        | 22.8 (73)                          | 23.1 (73.6)                        | 18.0 (64.4)                        | 11.4 (52.5)                        | 4.8 (40.6)                         | −1.2 (29.8)                        | 10.0 (50)                          |
| 最低気温記録 °C （°F）                                      | −20.2 (−4.4)                       | −16.4 (2.5)                        | −10.9 (12.4)                       | −6.0 (21.2)                        | 1.8 (35.2)                         | 7.8 (46)                           | 11.3 (52.3)                        | 12.3 (54.1)                        | 6.2 (43.2)                         | −2.0 (28.4)                        | −8.6 (16.5)                        | −15.2 (4.6)                        | −20.2 (−4.4)                       |
| 降水量 mm （inch）                                          | 18.6 (0.732)                       | 25.4 (1)                           | 49.0 (1.929)                       | 70.6 (2.78)                        | 77.9 (3.067)                       | 129.2 (5.087)                      | 223.9 (8.815)                      | 245.3 (9.657)                      | 142.4 (5.606)                      | 50.1 (1.972)                       | 29.7 (1.169)                       | 18.7 (0.736)                       | 1,080.8 (42.551)                   |
| 平均降水日数 （≥0.1 mm）                                    | 4.5                                | 4.7                                | 7.1                                | 8.2                                | 8.8                                | 9.4                                | 13.9                               | 13.4                               | 9.3                                | 5.2                                | 5.1                                | 4.4                                | 94.0                               |
| 平均降雪日数                                                | 4.2                                | 2.2                                | 1.4                                | 0.1                                | 0.0                                | 0.0                                | 0.0                                | 0.0                                | 0.0                                | 0.0                                | 0.5                                | 3.0                                | 11.4                               |
| % 湿度                                                      | 51.4                               | 49.8                               | 49.8                               | 50.8                               | 55.8                               | 63.8                               | 71.7                               | 72.2                               | 69.3                               | 62.8                               | 58.2                               | 53.3                               | 59.1                               |
| 平均月間日照時間                                            | 195.5                              | 188.6                              | 210.8                              | 220.2                              | 232.6                              | 175.1                              | 153.0                              | 156.6                              | 164.0                              | 206.2                              | 183.9                              | 189.4                              | 2,275.9                            |
| 出典：韓国気象庁 (平均値：1991年-2020年、極値：1907年-現在) |                                    |                                    |                                    |                                    |                                    |                                    |                                    |                                    |                                    |                                    |                                    |                                    |                                    |

## 経済
2021年大邱の地域内総生産（GRDP）の規模は57.9兆ウォンである。また、一人当たり地位総生産は23,958千ウォンである。
朴正煕元大統領の「1道1銀行」政策に基づき、韓国初の地方銀行として1967年に設立されたDGB大邱銀行の本社が所在するが、DGBフィナンシャルグループの中核となっている同行は、2024年5月16日に金融委員会から市中銀行（都市銀行）転換認可を受けて、翌6月5日にiMバンクに社名変更し、都市銀行としてのスタートを切っている。

## 産業

### 農業
1995年、大邱と達城郡の統合により、農業の比重が高くなった。2015年基準の農家号数は16,571号、農家人口は44,542人、農耕地面積は8.291haである。洛東江と琴湖江を持つ達城郡地域で米が多く生産されたが、現在は近郊農業や酪農業の比率が高くなっている。

### 商業
大邱は昔から交通の要衝であり、嶺南地方の商圏の中心地として発達し、李氏朝鮮の時代にすでに全国3大市場の一つである西門市場と薬令市の名が知られていた。2021年基準では、大邱には7つの百貨店と18の大型スーパー、6つのショッピングセンター、146箇所の登録市場、9のその他大規模店舗がある。
| 計  | 百貨店 | ショッピングセンター | 大型スーパー | 専門店 | 登録市場 | その他大規模店舗 |
| --- | ------ | -------------------- | ------------ | ------ | -------- | ---------------- |
| 188 | 7      | 6                    | 18           | 2      | 146      | 9                |

| 市場名     | 所在地                           | 店舗数 |
| ---------- | -------------------------------- | ------ |
| 西門市場   | 中区 国債報償路 470一帯          | 4,067  |
| 七星市場   | 北区 七星市場路 28一帯           | 1,136  |
| 八達市場   | 北区 八達路 37キル 11一帯        | 420    |
| ソナム市場 | 達西区 達句伐大路 329キル 17一帯 | 140    |
| 鳳徳市場   | 南区 鳳徳路 27キル 16 一帯       | 274    |

| 区分   | 計        | 展示コンベンションセンター | 卸売団地  | 企業館   | 物流団地  | 支援施設 | 公共施設用地 |
| ------ | --------- | -------------------------- | --------- | -------- | --------- | -------- | ------------ |
| 面積   | 837,721.1 | 79,966.0                   | 165,102.6 | 56,449.2 | 160,588.3 | 50,470.8 | 325,144.2    |
| 業者数 | 2,642     | 43                         | 2,404     | 189      | 107       | 66       | -            |

### 工業
大邱は韓国の代表的な内陸工業地域、日本でいう名古屋市と同じ立ち位置の都市として主従産業である繊維・金属・機械工業分野で成長してきた。過去に繊維業者数が全体の事業体のうち半分程度を占めるほど繊維工業に偏った構造であった。しかし2017年大邱市の全体の産業団地内の業者数は機械・金属工場が3,882箇所、繊維工場が1,736箇所と割合が変化した。
| 産業団地名           | 位置                  | 面積(千㎡) | 業者数 | 等級 | 備考            |
| -------------------- | --------------------- | ---------- | ------ | ---- | --------------- |
| 城西産業団地         | 達西区、達城郡 多斯邑 | 10,835     | 2,566  | 地方 | 1, 2, 3, 4, 5次 |
| 達城産業団地         | 達城郡 論工邑、求智面 | 6,820      | 316    | 地方 | 1, 2次          |
| 大邱染色産業団地     | 西区 飛山7洞          | 855        | 124    | 地方 | 飛山染色工団    |
| 検丹産業団地         | 北区 検丹洞           | 796        | 323    | 地方 |                 |
| 玉浦農工団地         | 達城郡 玉浦邑         | 160        | 38     | 農工 |                 |
| 求智農工団地         | 達城郡 求智面         | 193        | 23     | 農工 |                 |
| 第3工団              | 北区 魯院洞           | 1,094      | 991    | 一般 |                 |
| 西大邱工団           | 西区 上中梨洞         | 2,417      | 533    | 一般 |                 |
| 玄風工団             | 達城郡 玄風邑         | 265        | 8      | 一般 |                 |
| 大邱サイエンスパーク | 達城郡 求智面         | 265        | 8      | 国家 |                 |
| 大邱尖端医療複合団地 | 東区 新西洞           | 1,030      | 0      | 国家 | 2009 - 2038年   |

### 未来先端事業
大邱は未来先端医療リード都市、未来型自動車リード都市、ICT・IoT基盤のスマートシティ、クリーンエネルギーグローバルハブ都市の助成を通した新成長産業の育成を行っている。

#### 未来型自動車産業
未来型自動車産業分野では、電気商用車生産工場建設の投資協約、大同工業－ルノーサムスンコンソーシアムを通じた1トン級の電気商用車の開発及び生産確定、自動運転車テスト運行団地の指定（国土部）、電気自動車の普及及び充電インフラ構築など、未来型自動車リード都市としての基盤を作り上げている。

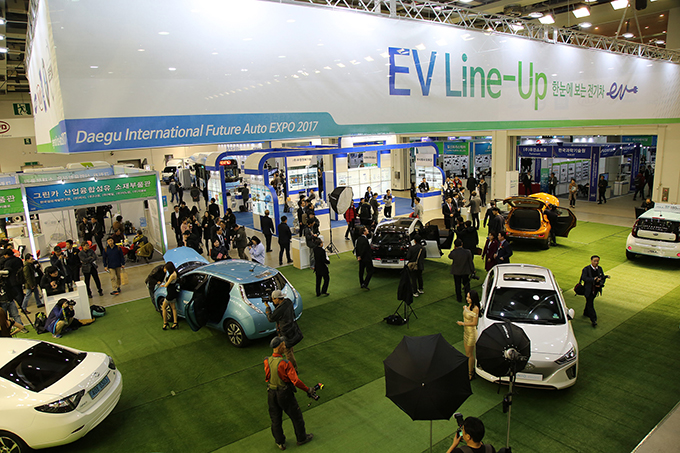
2017年大邱国際未来自動車エキスポ

#### スマートシティ
スマートシティ分野では、新たな成長動力として発展させることのできる地域革新プラットフォームである「大邱型スマートシティ」を助成するためICT・IoT（物のインターネット）融合技術競争力の確保、SW融合産業育成、ICT融合・複合スポーツ産業の育成を行っている。

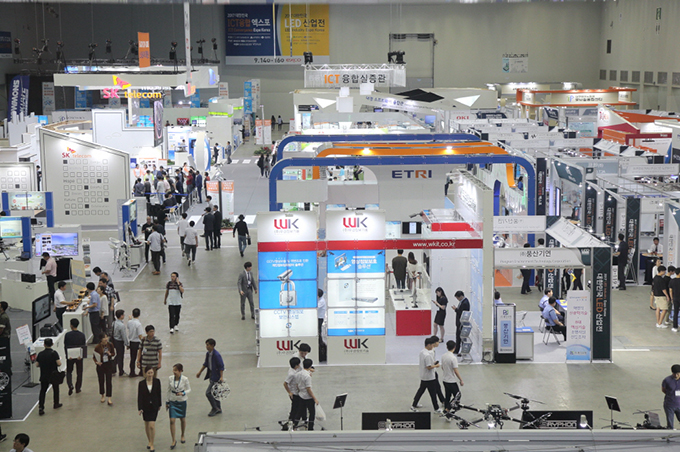
2017年韓国ICT融合エキスポ

#### 先端医療産業
医療産業分野は2018年まで15の国策研究機関、130の医療企業、4,300の良質の働き口を作り、25,000人の医療観光客誘致を目標に「メディシティ大邱」の助成に力をいれている。また、先端医療複合団地のグローバル水準の発展や、医療観光の拡大などによって大邱を世界的なメディシティへと発展させている。

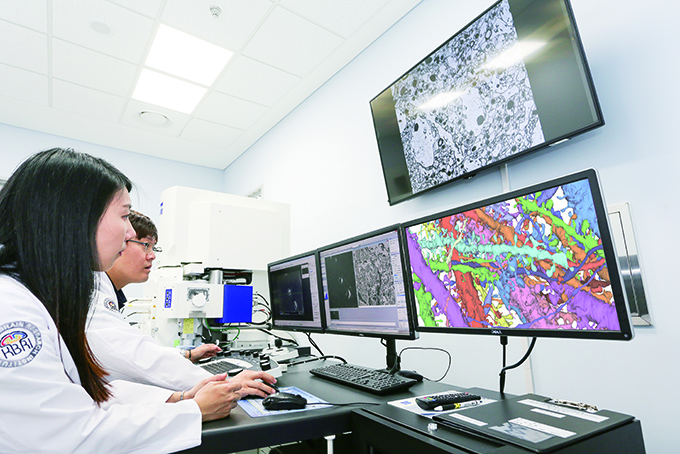
韓国脳研究院先端装備センター

| 計    | 上級総合 | 総合病院 | 病院 | 療養病院 | 医院  | 付設医院 | 歯科病院 | 歯科医院 | 韓方病院 | 韓医院 |
| ----- | -------- | -------- | ---- | -------- | ----- | -------- | -------- | -------- | -------- | ------ |
| 3,898 | 5        | 12       | 89   | 73       | 1,882 | 0        | 15       | 904      | 10       | 884    |

#### 新再生可能エネルギー
クリーンエネルギーのグローバルハブ都市助成のために、2030年まで新再生可能エネルギー20%以上普及、エネルギー消費量を15%削減することを目標にエネルギー新産業のTest-bedを構築、分散電源及びエネルギー効率の極大化、地域エネルギー関連産業の育成などを継続的に行っている。

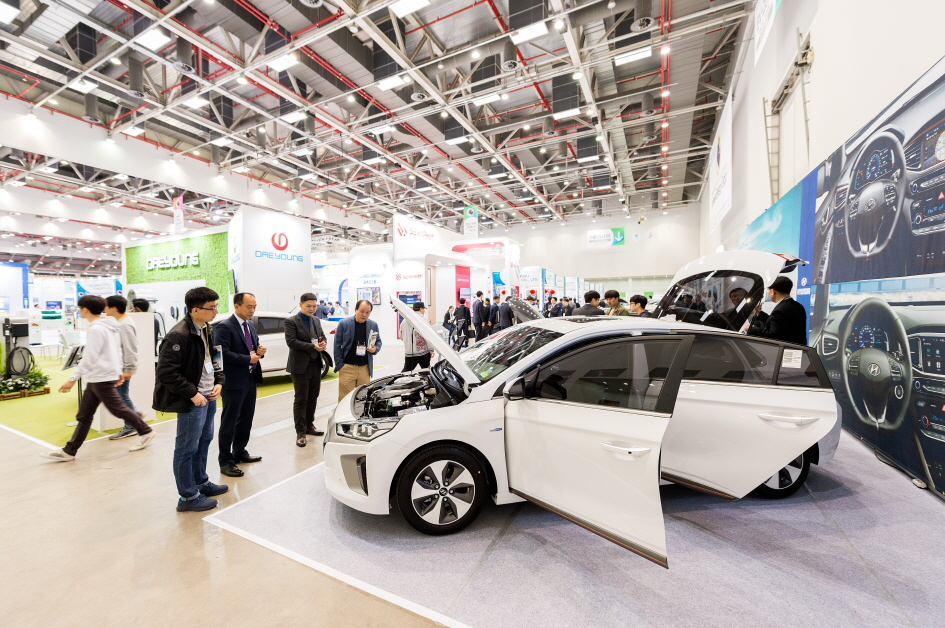
2017クリーンエネルギーエキスポ

## 文化と観光

### 祭り
大邱の祭りは、カラフル大邱フェスティバル、国際ミュージカルフェスティバル、大邱チメクフェスティバル、大邱国際オペラ祭りがある。
カラフル大邱フェスティバルは毎年5月に開かれる大邱広域市の代表的な市民の祭りである。様々な文化芸術体験イベントや華やかなパレードを誇る大邱独自のフェスティバルである。
ユネスコ音楽創造都市に選ばれた大邱は、大韓民国唯一の国際ミュージカルフェスティバルであるDIMFを2006年から毎年開催している。大邱市民はもちろんのこと、世界中の人びとと共にミュージカルを楽しんでいる。
チメクフェスティバルは大邱を代表とするチメク（チキンとビール）をテーマとした祭りである。毎年100万人の観光客を誘致しており、チキンやビール、体験コーナーなどで観光客の五感を満足させるフェスティバルである。
大邱国際オペラ祭りは大邱オペラハウスの開館を機に毎年9 - 10月に開催されている。大邱市の豊かな音楽的資源を活用し、文化コンテンツの開発を通して他地域とは異なる祭りを作り上げている。

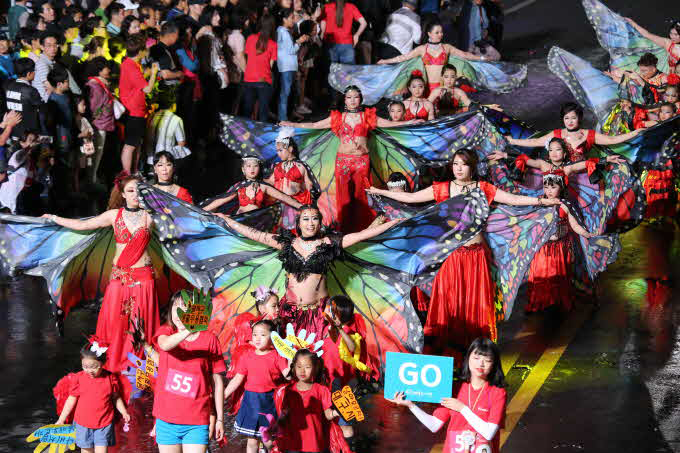
カラフルフェスティバル
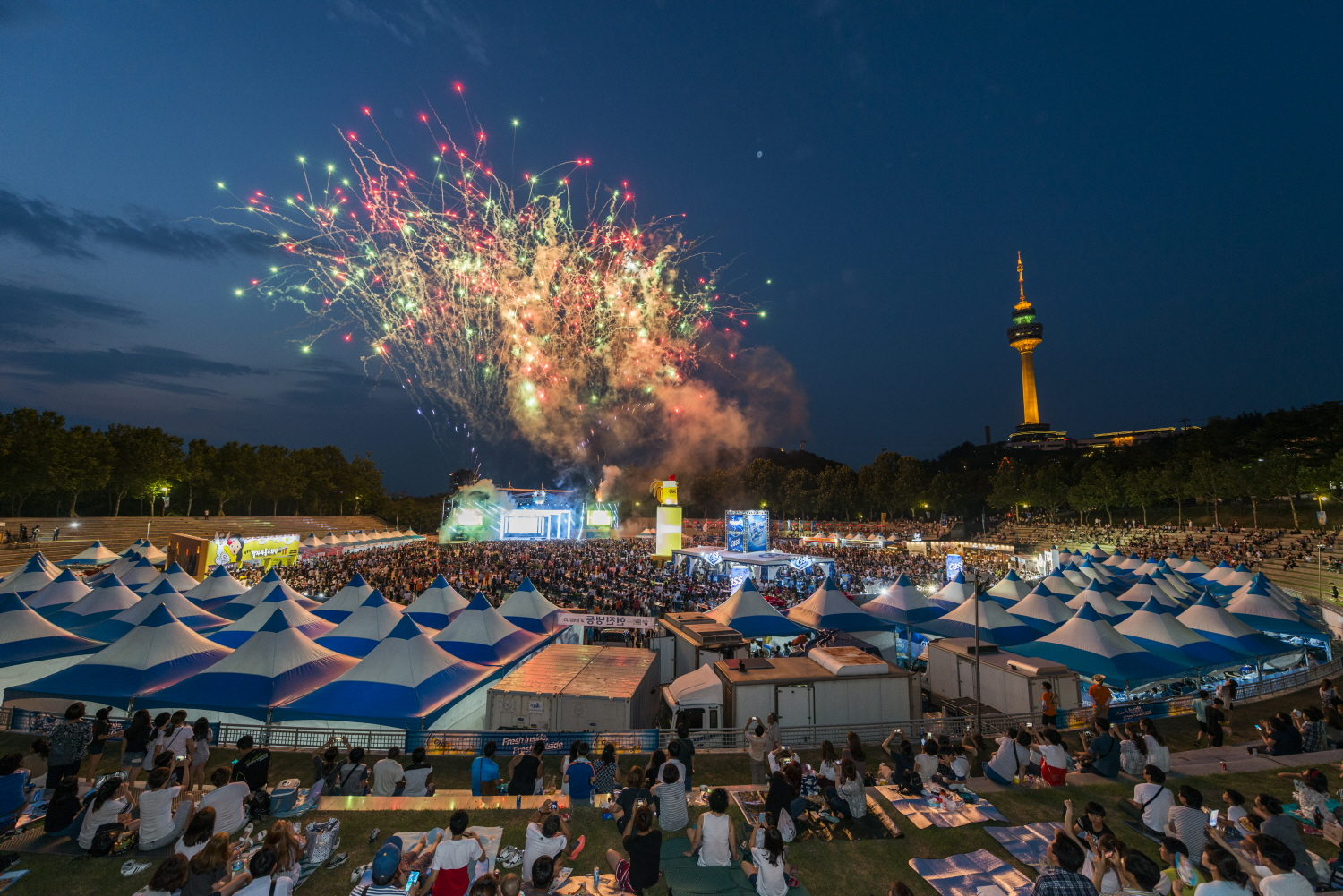
チメクフェスティバル
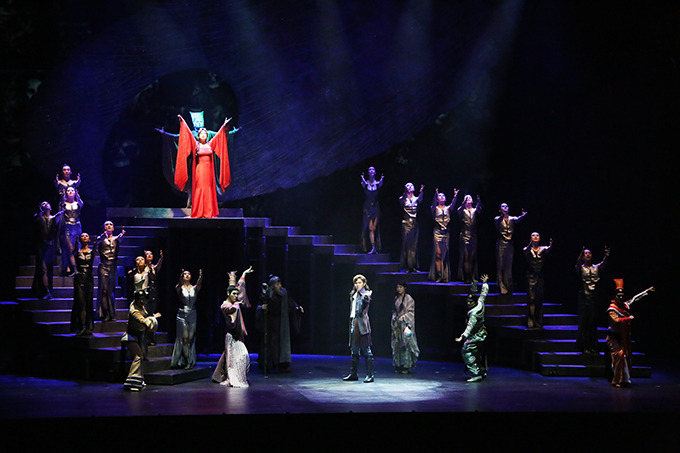
大邱ミュージカルフェスティバル
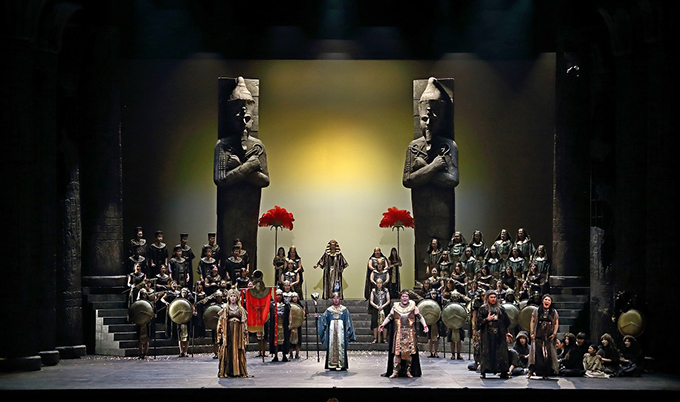
大邱国際オペラ祭り

### 主な観光地

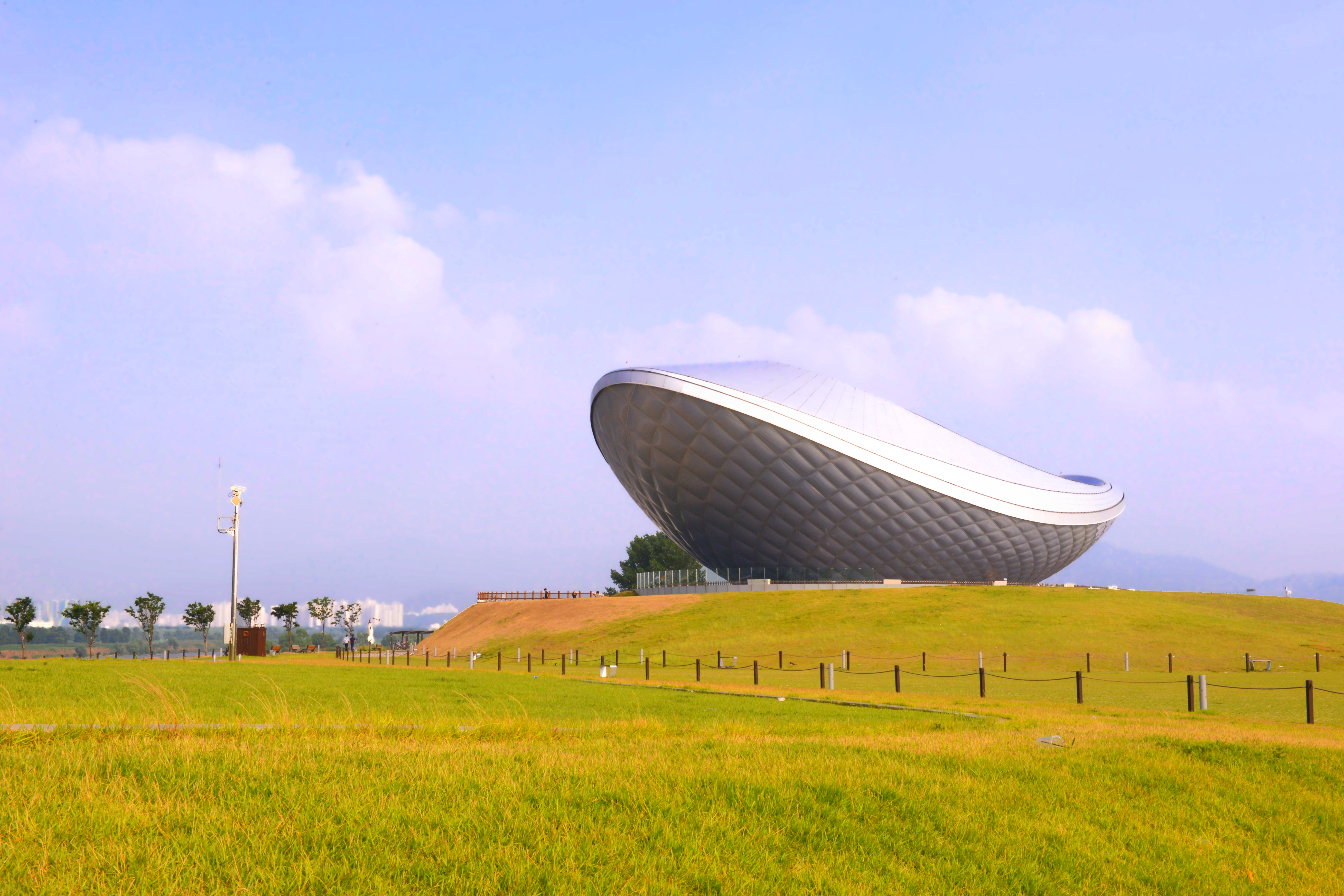
【The ARC（江亭高霊堰）】水と自然と文化が詰まった建築芸術品である。川と水、自然をモチーフに建築されたザ・アーク(The ARC)は、芸術的な外観で親しまれている。1階と2階は生命の循環をテーマにしたサークル映像ゾーンである。最高の癒しスポットは3階の展望台である。
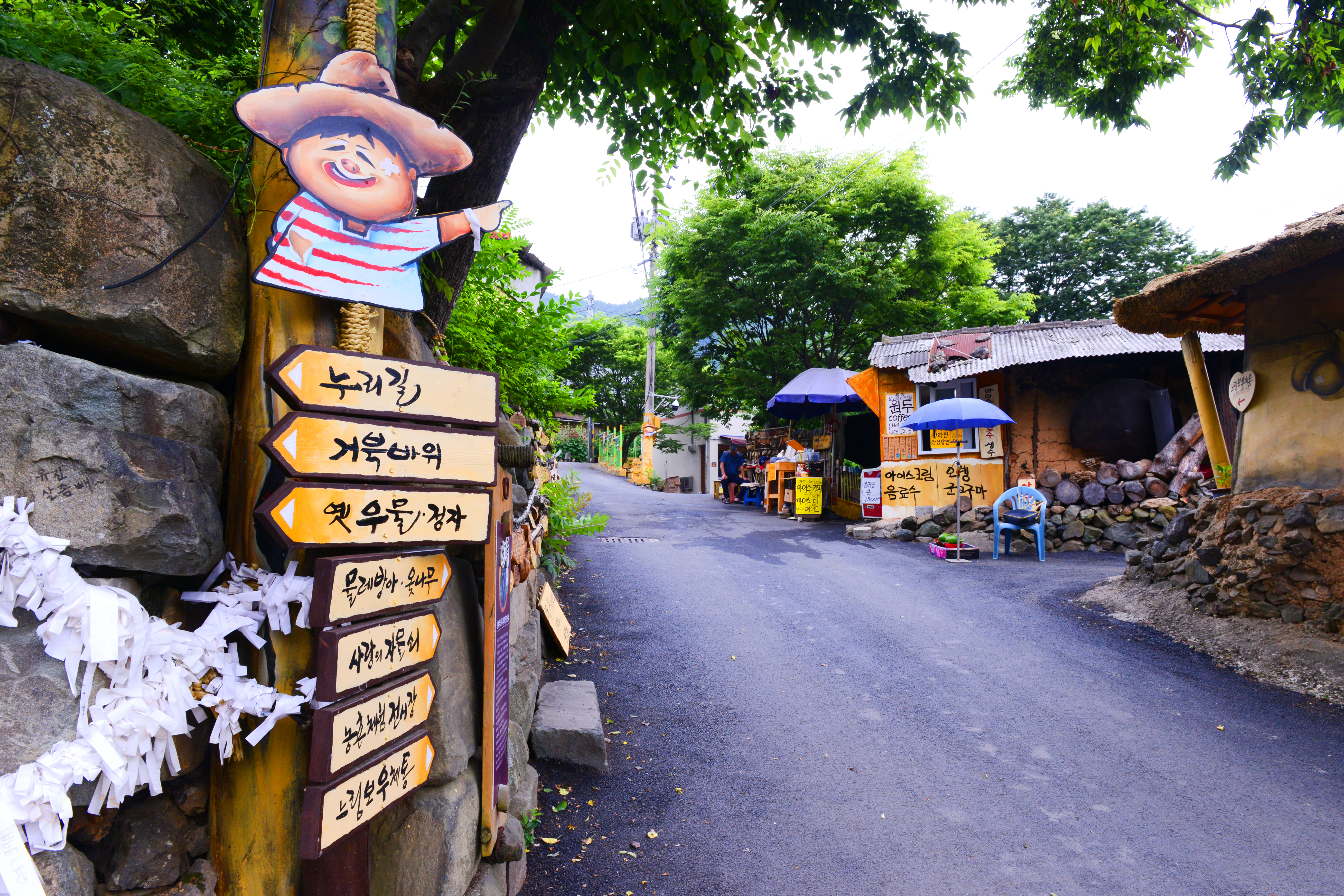
【馬飛亭(マビジョン）壁画村】土壁や壁面をいっぱいに飾った壁画を誇る観光スポットである。道に沿って1960 - 70年代の懐かしい農村の風景が壁画で表されている。
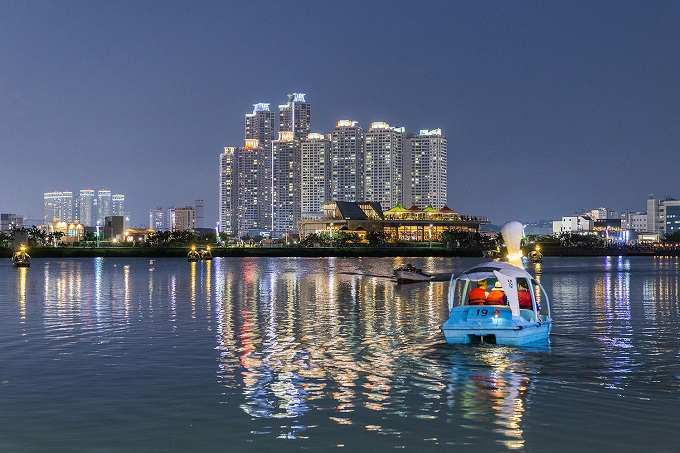
【寿城池遊園地】散歩や噴水ショー、夜景を一か所で楽しむことができる。周囲2Kmの寿城池に沿って蓮の花やススキなどが茂ったデッキロードやソメイヨシノ、コウライヤナギの並木道が広がる。夜には水に映った照明が美しく光る。
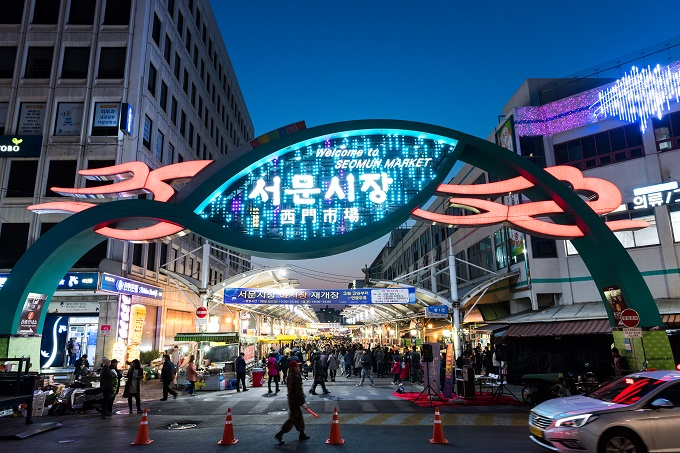
【西門市場】大邱最大の市場であり、夜市場も人気である。8つのエリアに分かれており、約5522個の店舗が存在する。主な取扱品は麻布、皿、青果、干し魚、シーフードなど様々である。
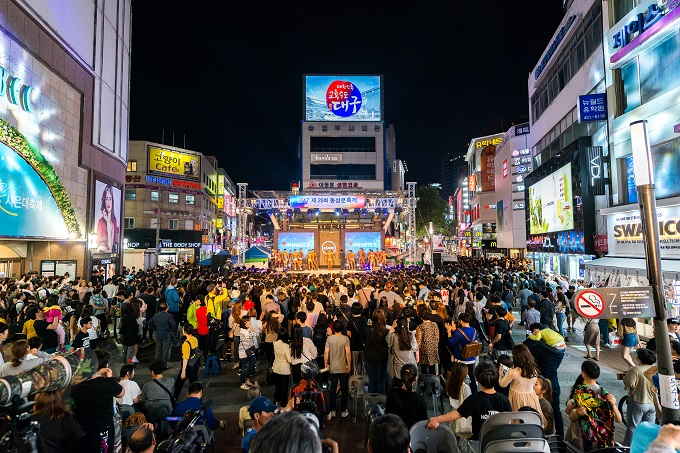
【東城路】若さ活気あふれる「東城路」は、大邱駅交差点と中央治安センター間の区間（900m）に位置し、大邱の代表的な中心繁華街の一つである。校洞貴金属通り、トッポッキ通り、カバン通り、ヤシ通り、古着屋通りなど、様々な通りがある。
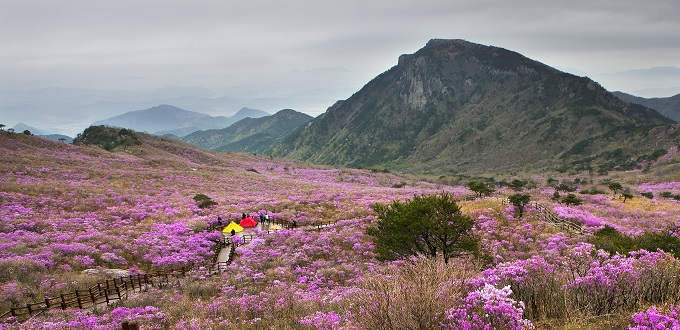
【琵瑟山】大邱の代表的な自然観光スポットである。毎年春には30万坪にわたってツツジの花が咲き誇り、素晴らしい景色を作り上げる。

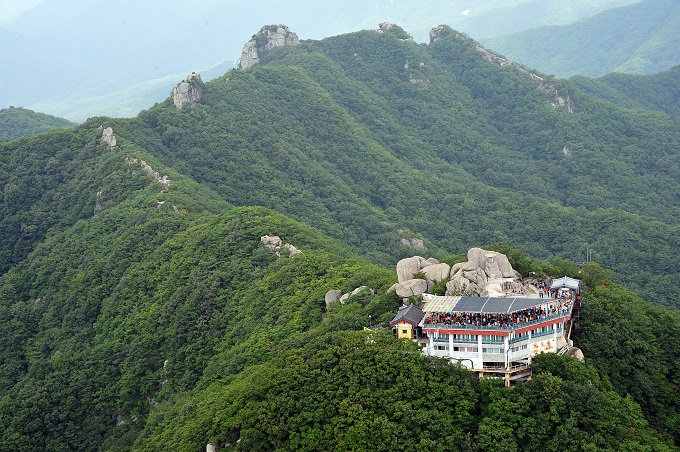
1景 八公山
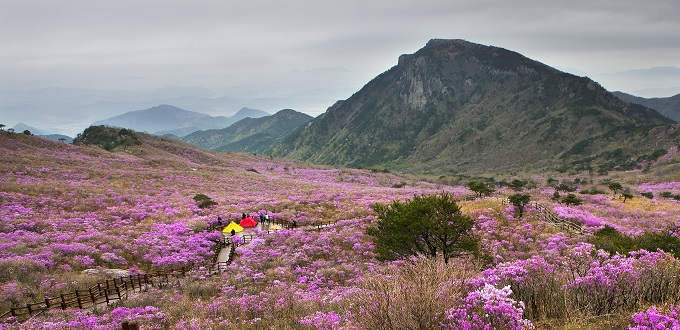
2景 琵瑟山
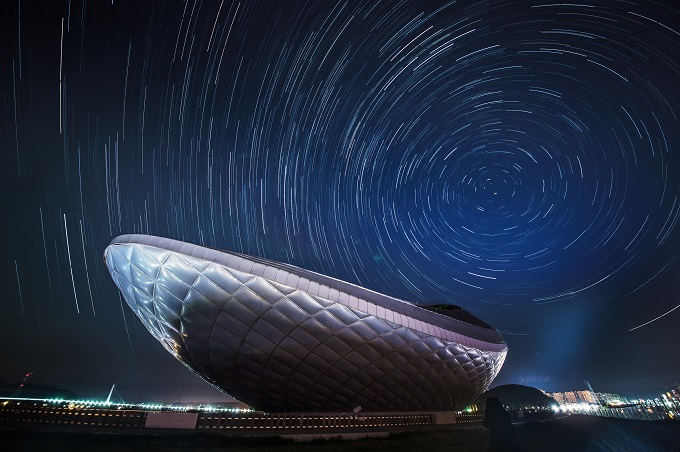
3景 江亭高霊洑
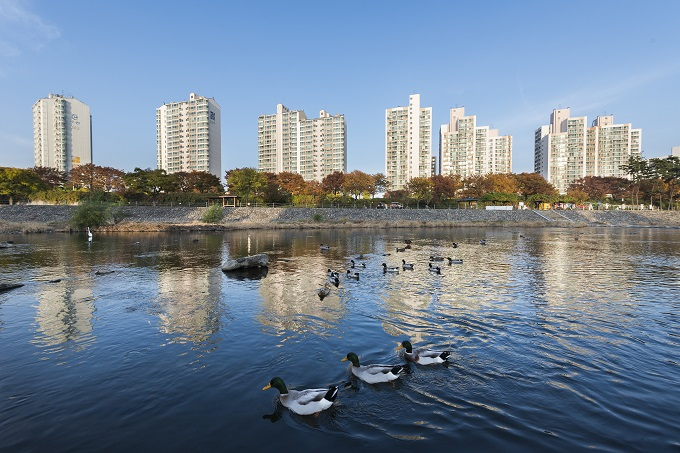
4景 新川
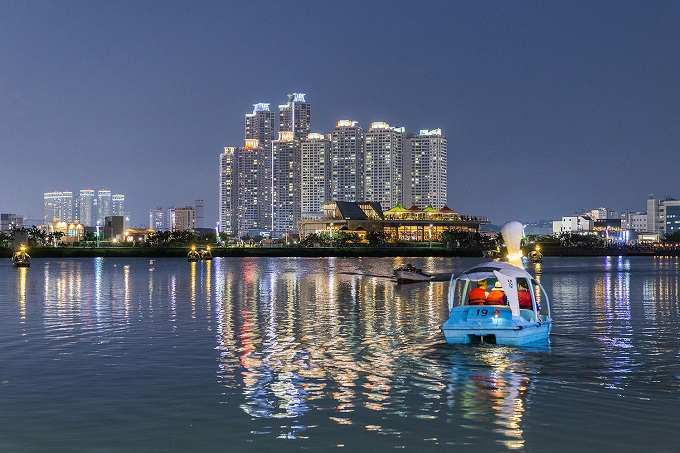
5景 寿城池
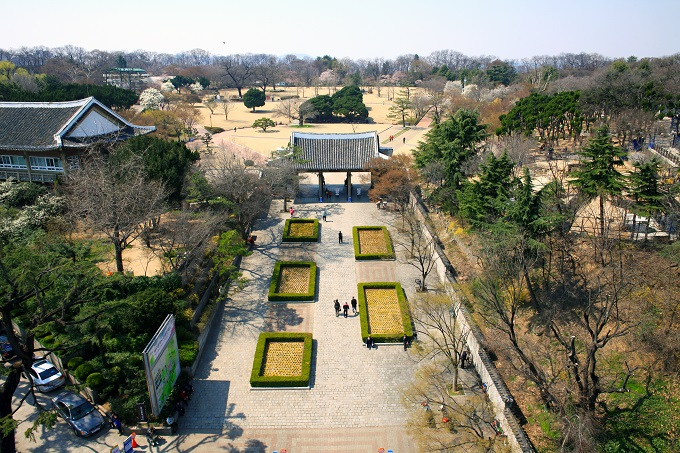
6景 達城土城
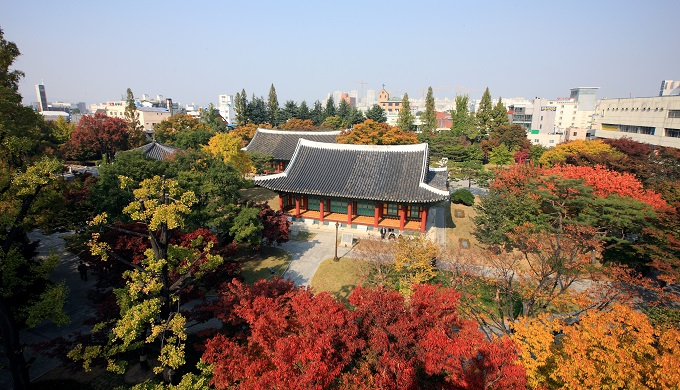
7景 慶尚監営公園
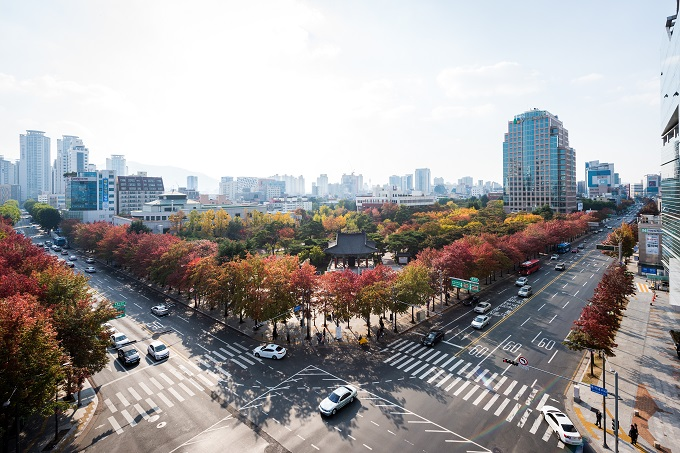
8景 国債報償記念公園
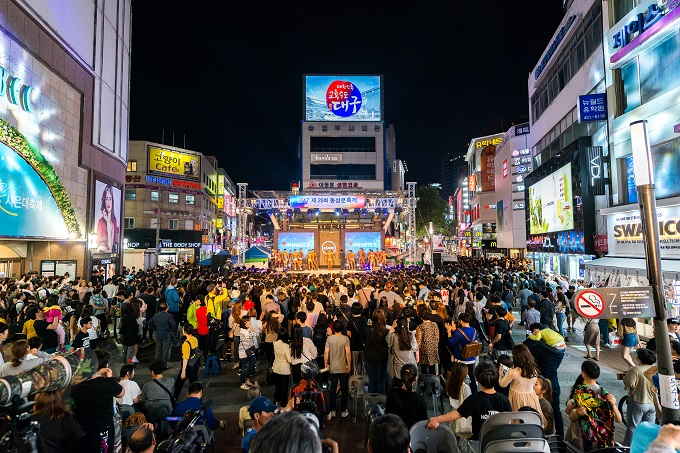
9景 東城路
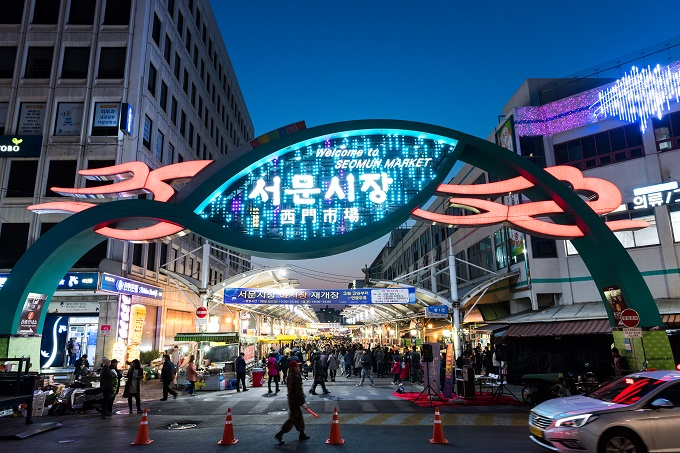
10景 西門市場
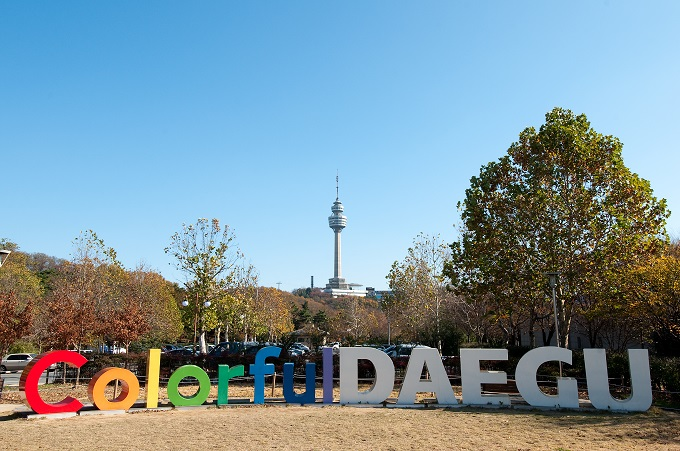
11景 83タワー
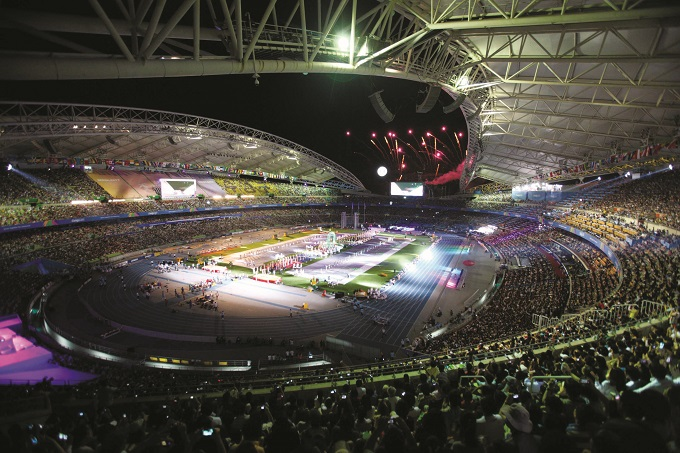
12景 大邱スタジアム

### 文化財
|                    | 種類           | 個數(単位:点) |
| 国家指定文化財(98) | 国宝           | 3             |
| 国家指定文化財(98) | 宝物           | 77            |
| 国家指定文化財(98) | 天然記念物     | 2             |
| 国家指定文化財(98) | 史跡           | 9             |
| 国家指定文化財(98) | 国家民俗文化財 | 5             |
| 国家指定文化財(98) | 国家無形文化財 | 2             |
| 市指定文化財(124)  | 有形文化財     | 85            |
| 市指定文化財(124)  | 無形文化財     | 17            |
| 市指定文化財(124)  | 記念物         | 18            |
| 市指定文化財(124)  | 民俗文化財     | 4             |
| 登録文化財         |                | 13            |
| 文化財資料         |                | 52            |

### 観光コース
大邱広域市のテーマ別観光コースは大邱タイムトラベルコース、こんなにいいとはコース、錦繍江山のんびりコース、八公山ヒーリングコースの4つの観光コースがある。
- 大邱タイムトラベルコース：E-world/83タワー－西門市場－三星商会古跡（李秉喆古家）－近代横丁－薬令市－東城路－金光石通り/パンチョン市場
- こんなにいいとはコース：アプ山展望台ケーブルカー－寿城池－トゥランキル－スパバレー－ヒルクレスト－大邱美術館－大邱スタジアム－鹿洞書院/達城韓日友好館
- 錦繍江山のんびりコース： The ARC/江亭高霊伏－洛東江自転車道－大邱樹木園－馬飛亭壁画マウル－ 琵瑟山岩塊流－国立大邱科学館－道東書院
- 八公山ヒーリングコース：カッパウィ－桐華寺－大邱パンチャ鍮器博物館－八公山桜道－大邱市民安全テーマパーク

### シティーツアー
大邱市の観光資源を広く知らせるために2000年12月2日に始まったシティーツアーは、各種文化遺跡、観光地、市政の現場などを巡り大邱の文化や歴史、観光地などを見学することのできる観光体験プログラムである。

#### 循環路線［運営曜日］
- 都会循環コース［火 - 日（月除く）］：東大邱駅（出発/乗換）→大邱国際空港（乗換）→大邱サムスン創造キャンパス/大邱オペラハウス→金光石通り→東城路→近代文化通り→蘿の丘駅/西門市場（乗換）→イーワールド･頭流公園→アンジラン・ゴプチャン通り→アプ山展望台→寿城池→国立大邱博物館→東大邱駅（到着）

#### テーマ路線［運営曜日］
- 八公山コース［火 - 日（月除く）］：青蘿の丘駅/西門市場→東大邱駅（乗換）→大邱国際空港（乗換）→不老洞古墳群/繊維博物館→桐華寺→市民安全テーマパーク→方字鍮器博物館→東大邱駅→青蘿の丘駅/西門市場
- 琵瑟山コース［火・金］：青蘿の丘駅/西門市場→東大邱駅（乗換）→大邱国際空港（乗換）→国立大邱科学館→道東書院→宋海公園(夏季）/琵瑟山自然休養林(冬季）→ 東大邱駅→青蘿の丘駅/西門市場
- 寿城嘉昌コース［水・土］：青蘿の丘駅/西門市場→東大邱駅→金光石通り→寿城池→鹿洞書院/韓日友好館→大邱美術館→慕明斎→東大邱駅→青蘿の丘駅/西門市場
- 洛東江コース［木・日］：青蘿の丘駅/西門市場→東大邱駅（乗換）→大邱国際空港（乗換）→沙門津渡船場→馬飛亭壁画村→仁興村→The ARC→東大邱駅→青蘿の丘駅/西門市場
- 夜景コース（4 - 10月）［金・土］：青蘿の丘駅/西門市場→金光石通り→アプサン展望台→寿城池→ 青蘿の丘駅/西門市場
- 夜景コース（11 - 3月）［金・土］：青蘿の丘駅/西門市場→金光石通り→青蘿の丘→83タワー→青蘿の丘駅/西門市場
- 体験テーマコース［日］：飴作り→りんご狩り→美術館ツアー→木工芸体験など ※参加費別途

## 交通
大邱はバスや地下鉄が主な交通手段である。外部地域及び国家へは航空、鉄道、バスなどで移動可能である。

### 空港
- 大邱国際空港

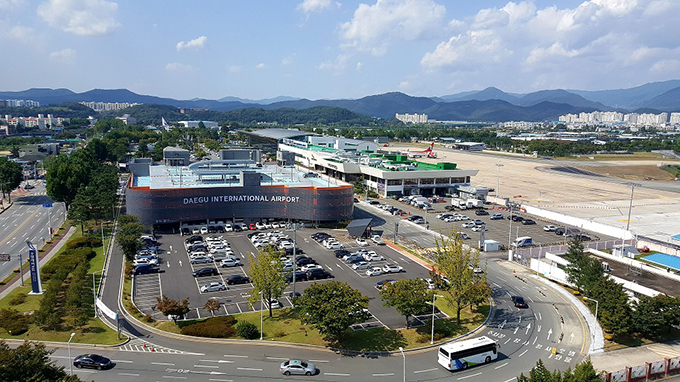
大邱国際空港

大邱国際空港は民間航空と韓国・駐韓米空軍が共に使用している軍民両用空港である。東大邱駅から3.5km離れた場所に位置する大邱国際空港は、鉄道を併用することで韓国国内全域を移動することが容易である。特に大邱国際空港は慶山、永川などの周辺都市まで車で30分、ソウルまで高速列車（KTX）で1時間40分、釜山まで40分で移動することができる。
2023年現在の大邱国際空港の国内線は済州行きが毎日33便が運行されており、国際線は日本・台湾・フィリピン・タイ・ベトナムの各都市へ毎日運航されている。 

### 鉄道
- 韓国鉄道公社（KORAIL）
  - 京釜高速線（KTX・SRT）：東大邱駅

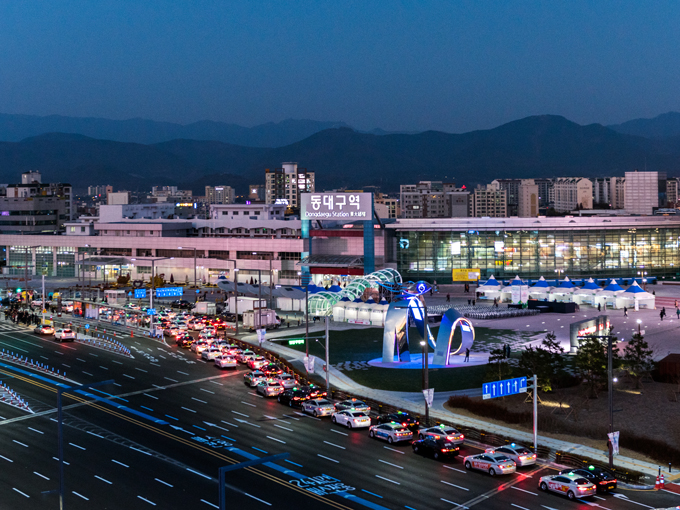
[http://info.daegu.go.kr/newshome/mtnmain.php?mtnkey=articleview&mkey=scatelist&mkey2=6&aid=232494&bpage=1&stext= 東大邱駅

  - 京釜線：西大邱駅 - 大邱駅 - 東大邱駅 - 顧母駅 - 佳川駅
  - 大邱線：佳川駅 - 琴江駅
  - 中央線：軍威駅

大邱駅と東大邱駅から京釜線、慶北線、大邱線、東海線列車が利用可能である。
大邱市庁に近いのは市名を冠した大邱駅であるが、ターミナル駅は東大邱駅となっている。同駅には全ての列車が停車する。ソウル駅まで約1時間55分・釜山駅まで45分。
京釜高速線2期区間の開業以降、大邱線は東大邱駅始発の列車が大半となり、中央線・東海線へ直通する列車が同駅を始発・終着とするものが多い。
大邱駅は経由する全てのITX-セマウル・ムグンファ号が停車する。
西大邱駅は経由するKTX・SRTのうち、一部の列車が停車する。大慶線の列車も停車する。
2024年12月14日には京釜線が広域電鉄化され、大慶線として開業した。
- 大邱交通公社（DTRO）
  - ●大邱都市鉄道1号線　河陽－舌化椧谷
  - ●大邱都市鉄道2号線　汶陽－嶺南大
  - ●大邱都市鉄道3号線　漆谷慶大病院－龍池

詳細は各線のページを参照のこと。
| 区分       | 一般(19歳以上) | 青少年(13 - 18歳) | 子供(6 - 12歳) |
| ---------- | -------------- | ----------------- | -------------- |
| 交通カード | 1,250          | 850               | 400            |
| 1回券      | 1,400          | 1,400             | 500            |

### 道路
アジア高速道路1号線が大邱を貫通しており、京釜高速道路など7つの高速道路路線及び5つの国道路線が市街地を放射状に繋げている。新川大路、アプ山循環路、新川東路など都市高速道路へ拡充されている。
- 京釜高速道路
  - 東大邱ジャンクション - 道洞ジャンクション - 北大邱インターチェンジ - 琴湖ジャンクション
- 大邱-釜山高速道路
  - 寿城インターチェンジ - 東大邱インターチェンジ - 東大邱ジャンクション
- 中央高速道路
  - 琴湖ジャンクション - 漆谷インターチェンジ
- 中部内陸高速道路支線
  - 該当記事参考
- 光州-大邱高速道路
  - 玉浦ジャンクション
- 国道
  - 国道4号
  - 国道5号
  - 国道25号線 (韓国)
  - 国道26号線 (韓国)
  - 国道30号線 (韓国)

### バス
- 高速バス
  - 東大邱複合乗換センター(東大邱高速バスターミナルとも) 東大邱駅前にある。
  - 西大邱高速バスターミナル(コード805)　大邱バスターミナルの6km西に所在する。ソウル高速バスターミナルへは20分間隔で所要時間3時間50分。その他大田・全州・光州行きなど。

- 市外バス　高速バスターミナルとは離れた場所に、方面により複数のターミナルがある。二つの高速バスターミナルと五つの市外バスターミナルで、全国各地に行くバスが運行されている。
  - 西部市外バスターミナル（聖堂池駅前、海印寺への便がある　統営・馬山市外(昌原市)行きなど
  - 北部市外バスターミナル（大邱高速バスターミナルより西へ6km・西大邱高速バスターミナルの1.5km南。慶尚北道北部方面行きが主体・浦項・釜山総合バスターミナル行きも）
  - 南部市外バスターミナル（晩村駅前 慶山・蔚山行きなど）
  - 玄風市外バスターミナル  市街より26km南西の郊外・達城郡 玄風面に所在。東ソウル総合バスターミナル・ソウル南部バスターミナル・釜山西部市外バスターミナル
- 市内バス

　快速・循環・幹線・支線に分かれている。T-money等のICカードが利用可能。
収入金の分配は大邱広域市が担当し、バスの運行は個別の会社が行う準公共制で運営されている。 都市規模に比べて都市鉄道網が不足した大邱の大衆交通で、市内バスの役割は絶対的な位置を占めている。交通カードを利用し、バス・都市鉄道とも下車から30分以内に次の公共交通に乗り換える場合、無料/割引乗り換えができる。
| 区分     | 区分   | 一般 (満19歳以上) | 青少年 (満13 - 18歳) | 子供 (満6 - 12歳) |
| -------- | ------ | ----------------- | -------------------- | ----------------- |
| 一般バス | カード | 1,250             | 850                  | 400               |
| 一般バス | 現金   | 1,400             | 1,000                | 500               |
| 急行バス | カード | 1,650             | 1,100                | 650               |
| 急行バス | 現金   | 1,800             | 1,300                | 800               |

### タクシー
| 実行日     | 小型タクシー | 小型タクシー | 小型タクシー | 中型タクシー   | 中型タクシー   | 中型タクシー   | 模範タクシー   | 模範タクシー   | 模範タクシー   |
| ---------- | ------------ | ------------ | ------------ | -------------- | -------------- | -------------- | -------------- | -------------- | -------------- |
| 実行日     | 基本 料金    | 走行 料金    | 時間 料金    | 基本 料金      | 走行 料金      | 時間 料金      | 基本 料金      | 走行 料金      | 時間 料金      |
| 2013.01.01 | 2km 2,200    | 170m 100     | 41秒 100     | ２kmまで 2,800 | 144m当たり 100 | 34秒当たり 100 | ３kmまで 4,000 | 150m当たり 200 | 36秒当たり 200 |

## 教育

### 大学校
国立
- 慶北大学校
- 大邱慶北科学技術院(DGIST)
- 大邱教育大学校

私立
- 啓明大学校
- 大邱カトリック大学校（ユスティノキャンパス、ルカキャンパス）
- 大邱大学校（大明洞キャンパス）
- 大邱韓医大学校（寿城キャンパス）
- 嶺南大学校（大邱キャンパス）

### 専門大学
- 啓明文化大学校
- 大邱工業大学校
- 大邱科学大学校
- 大邱保健大学校
- 寿城大学校
- 嶺南理工大学校
- 永進専門大学校
- 韓国ポリテク6大学（大邱キャンパス、達城キャンパス、嶺南融合技術キャンパス）

### 教育機関
|                      | 大邱広域市 教育機関 (2021年) | 大邱広域市 教育機関 (2021年) | 大邱広域市 教育機関 (2021年) | 大邱広域市 教育機関 (2021年) | 大邱広域市 教育機関 (2021年) | 大邱広域市 教育機関 (2021年) | 大邱広域市 教育機関 (2021年) |
| -------------------- | ---------------------------- | ---------------------------- | ---------------------------- | ---------------------------- | ---------------------------- | ---------------------------- | ---------------------------- |
| 学校別               | 計                           | 大学校                       | 専門大学                     | 高等学校                     | 中学校                       | 初等学校（小学校）           | 幼稚園                       |
| 学校数               | 818                          | 4                            | 8                            | 94                           | 125                          | 232                          | 342                          |
| 学生数               | 404,955                      | 73,258                       | 48,756                       | 63,074                       | 62,755                       | 121,308                      | 33,958                       |
| 教員数               | 28,064                       | 2,476                        | 964                          | 6,500                        | 5,462                        | 8,970                        | 2,938                        |
| 資料 : 2022 시정현황 |                              |                              |                              |                              |                              |                              |                              |

## スポーツ

### 大邱広域市を本拠とするプロスポーツチーム
韓国プロ野球の三星ライオンズは、大邱広域市を拠点とするKBO所属のプロ野球チームである。法的には株式会社であり、第一企画の子会社である。ホーム球場はサムスン・ライオンズ・パークであり、第2ホーム球場は、浦項野球場である。子会社としてソウル特別市瑞草区に位置する三星レジャースポーツセンターがある。2011年に韓国勢として初めてアジアシリーズを制した。
Kリーグの大邱FCは、大邱広域市を拠点とする韓国のプロサッカーチームである。2002年全国初の市民Kリーグクラブとして作られた。即ち法的には株式会社であり、市民たちが多数の株主として参加している。現在Kリーグ1に所属しており趙廣來（チョ・グァンレ）前韓国代表チーム監督が社長兼団長を務めている。
韓国バスケットボールリーグの大邱韓国ガス公社ペガサスは、大邱広域市を拠点とする韓国のプロバスケットボールチームである。2021年から韓国ガス公社が親企業になり、仁川広域市から韓国ガス公社の本社がある大邱広域市に縁故地を移転した。

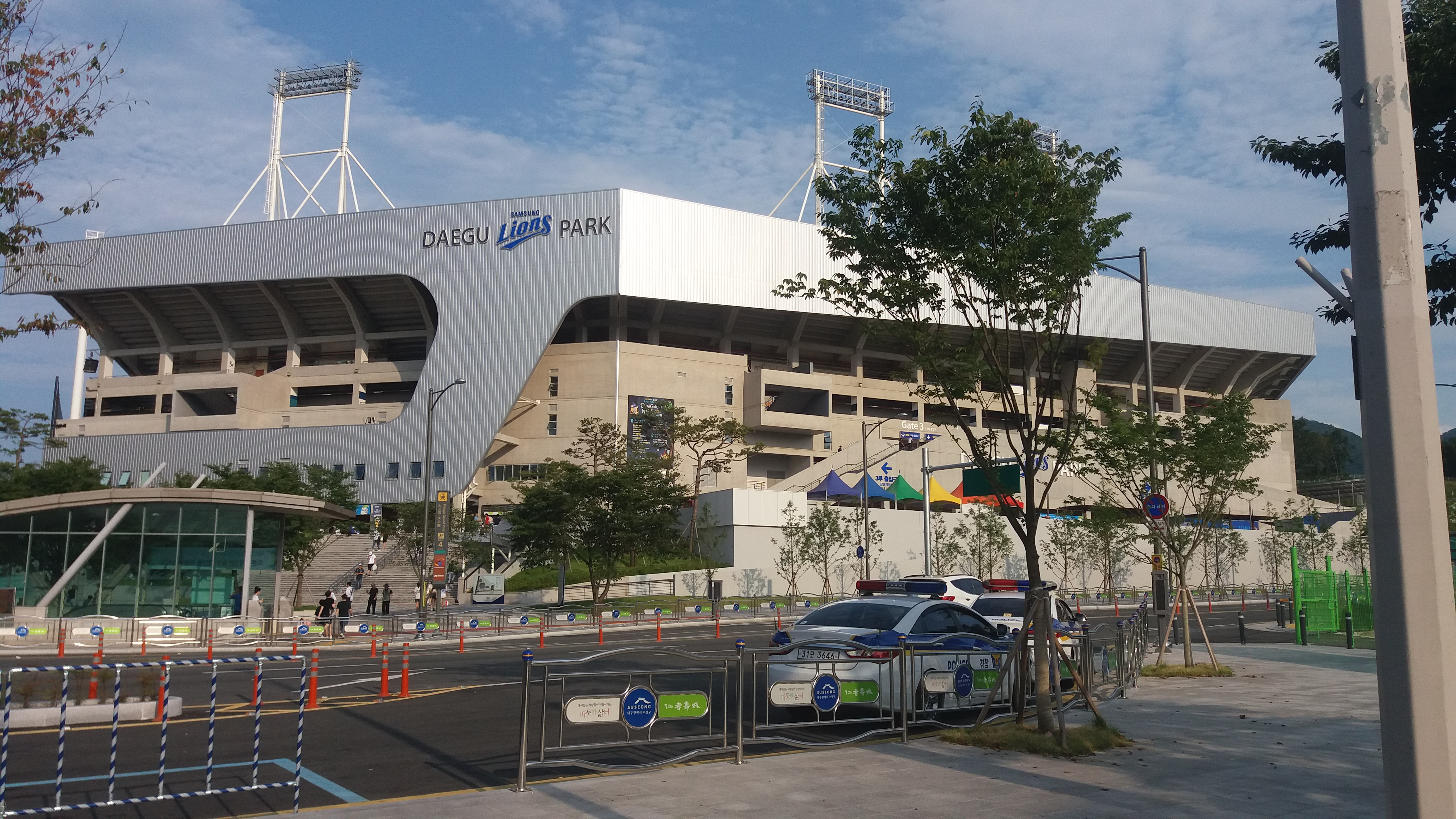
大邱サムスンライオンズパーク

| 種目      | チーム名                 | 創立年度 | ホーム競技場                     |
| KBOリーグ | サムスン・ライオンズ     | 1982年   | 大邱サムスン・ライオンズ・パーク |
| Kリーグ   | 大邱FC                   | 2002年   | 大邱フォレストアレーナ           |
| KBL       | 大邱韓国ガス公社ペガサス | 1994年   | 大邱室内体育館                   |

### その他
大邱スタジアムは、2002 FIFAワールドカップ、2011年世界陸上競技選手権大会の会場となった。
2003年夏季ユニバーシアードは市内を会場とした。

## メディア
- 放送局
  - テレビ・ラジオ兼営
    - KBS　韓国放送公社（公共放送）大邱放送総局
    - 大邱文化放送 MBC（半官半民組織）MBC系　RCC中国放送（TBS系、広島市）及び広島FM放送と姉妹局提携している。
    - 大邱放送 TBC（民間放送）SBS系　HOME広島ホームテレビ（テレビ朝日系）と姉妹局提携している。

  - ラジオ局
    - 大邱基督教放送(CBS)
    - 大邱極東放送(FEBC)
    - 大邱平和放送(PBC)
    - 韓国交通放送大邱本部(TBN)

- 新聞社：
  - 毎日新聞（大邱市・慶尚北道の地方紙）

## 最近の出来事
- 1998年5月2日 - 地下鉄1号線が開業。
- 2002年サッカーワールドカップの試合会場の一つ。3位決定戦が行われた。
- 2003年2月18日 - 地下鉄1号線の車両が中央路駅で放火される事件が発生。
- 2003年8月21日 - 2003年夏季ユニバーシアード大会開催（北朝鮮も参加）。
- 2005年10月18日 - 地下鉄2号線が開業。
- 2011年8月27日 - 9月4日 - 2011年世界陸上競技選手権大会開催。
- 2012年10月11日 - 10月17日 - 第93回大韓民国全国体育大会開催。
- 2015年4月12日 - 4月17日 - 第7回世界水フォーラム開催。
- 2015年4月23日 - 大邱都市鉄道3号線（モノレール）が開業。

## 著名な出身者・ゆかりの人物
- 金宇中＝キム・ウジュン、大宇グループ前会長
- 盧泰愚＝ノ・テウ、大韓民国第13代大統領
- 朴槿恵＝パク・クネ、大韓民国第18代大統領
- ポン・ジュノ＝映画監督
- 孫芸珍＝ソン・イェジン、女優
- 文彩元＝ムン・チェウォン、女優
- 韓彩英＝ハン・チェヨン、女優
- 宋慧喬＝ソン・ヘギョ、女優
- 金宣兒＝キム・ソナ、女優
- 嚴智苑＝オム・ジウォン、女優
- Yu A In＝ユ・アイン、男優、本名嚴弘植 （オム・ホンシク）
- 金永哲＝キム・ヨンチョル、俳優
- 橋元聖地、ミュージカル俳優
- 金光石＝キム・グァンソク、歌手、シンガーソングライター
- キー＝歌手、SHINeeのメンバー、本名金基範（キム・キボム）
- Jun. K＝歌手　2PMのメンバー、メインボーカル　本名金閔俊（キム・ミンジュン)
- 孫鐘慶＝ソフトバンク会長孫正義の祖父
- 李潤福＝イ・ユンボク、『ユンボギの日記』の作者
- 玉力道栄来＝韓国名趙栄来（チョ・ヨンレ）、大相撲力士、本籍地が大邱市
- 梁埈赫＝ヤン・ジュニョク、元プロ野球選手。野球解説者
- 李承燁＝イ・スンヨプ、プロ野球選手。三星ライオンズ所属
- 裵英洙＝ペ・ヨンス、プロ野球選手。斗山ベアーズ所属
- 安志晩＝アン・ジマン、プロ野球選手。三星ライオンズ所属
- 鄭寅煜＝チョン・インウク、プロ野球選手。三星ライオンズ所属
- 權奕＝クォン・ヒョク、プロ野球選手。斗山ベアーズ所属
- 朴錫珉＝パク・ソンミン、プロ野球選手。NCダイノス所属
- 金相豎＝キム・サンス、プロ野球選手。三星ライオンズ所属
- 姜東佑＝カン・ドンウ、元プロ野球選手。
- 孫勝洛＝ソン・スンナク、プロ野球選手。ロッテ・ジャイアンツ所属
- 金勢玹＝キム・セヒョン、プロ野球選手。ネクセン・ヒーローズ所属
- 車一木＝チャ・イルモク、元プロ野球選手。
- 李杋浩＝イ・ボムホ、プロ野球選手。起亜タイガース所属
- 姜永植＝カン・ヨンシク、元プロ野球選手。
- 尹吉鉉＝ユン・キルヒョン、プロ野球選手。ロッテ・ジャイアンツ所属
- 金江珉＝キム・ガンミン、プロ野球選手。SKワイバーンズ所属
- 金田正一=韓国名金慶弘（キム・ギョンホン）、元プロ野球選手。親の出身地
- ヤンパ＝歌手、本名李銀瑨（イ・ウンジン）
- 大邱山高祥＝たいきゅうざん・たかよし、大相撲元関脇、岡山県生まれの日本人（本名は臼井悧（うすい・さとし））。幼少時に父の仕事の都合で大邱に在住していたことにちなみ、「大邱山」の四股名をつけた。
- SUGA＝ 歌手BTSのメンバー、ラップ担当（大邱廣域市）
- V = 歌手 BTSのメンバー   ボーカル、ダンサー、俳優
- チェ・ボムギュ=歌手 TXT（韓国の音楽グループ）のメンバー
- S.COUPS＝ 歌手 SEVENTEEN のメンバー、本名 崔勝徹 (チェ スンチョル)統括リーダー兼ピップホップチームリーダー
- アイリーン= Red Velvet リーダー
- ヤン・イェナ= APRIL メインダンサー
- ジュホン= MONSTA X ラッパー
- カン・チャニ= SF9 サブラッパー
- Heize= シンガーソングライター、本名 張多蕙（チャン・ダヘ）
- キム・スヒョン= Billlie メインボーカル、リードダンサー、金秀玄
- 張允貞 - 司会者
- 李容洙 = 社会活動家
- 茜屋日海夏 = 声優。父親の出身地
- 森崎和江 ‐ 作家。日本統治下の大邱で生まれて17歳まで育ち、『慶州は母の呼び声 わが原郷』の著書もある。